# Hospice (The Antlers)
Hospice è il terzo album in studio della band indie rock americana The Antlers e il loro primo concept album. Inizialmente è stato auto-distribuito dalla band nel marzo 2009 e alla fine è stato rimasterizzato e ripubblicato una volta che hanno firmato per la Frenchkiss Records nell'agosto dello stesso anno.
Hospice racconta la storia di una relazione tra un operatore sanitario e una paziente che soffre di carcinoma osseo terminale, la loro conseguente storia d'amore e la loro lenta spirale discendente a seguito di traumi, paure e malattie della donna come metafora di una relazione violenta. Il frontman Peter Silberman è stato riluttante a divulgare dettagli espliciti riguardo al significato della registrazione e alla misura in cui è autobiografica. Silberman l'ha descritta come la storia di una relazione emotivamente violenta.
L'album è stato rilasciato con grande successo di critica. Pitchfork ha approvato la riedizione di Hospice con il marchio "Best New Music". NPR Music ha inserito l'album al numero uno nella lista dei primi dieci album dei primi mesi del 2009. Alla fine dell'anno, Pitchfork ha  inserito l'album al numero 37 nella loro lista dei migliori album del 2009, elogiando il suo "potere di distruggere emotivamente gli ascoltatori". Beats Per Minute lo ha nominato il miglior album del 2009, mentre Rhapsody lo ha considerato il 24 ° miglior album del 2009.
Secondo Luminate Data, fino al 9 ottobre l'album ha totalizzato un numero di 13 000 copie negli Stati Uniti.

## Tracce
1. Prologue (Hospice) – 2:35
2. Kettering (Bedside Manner) – 5:10
3. Sylvia (Sliding Curtains Shining Children's Heads) – 5:27
4. Atrophy (Rings Ill-Fitting) – 7:40
5. Bear (Children Become Their Parents Become Their Children) – 3:54
6. Thirteen (Sylvia Speaks) – 3:11
7. Two (I Would Have Saved Her If I Could) – 5:56
8. Shiva (Portacaths Switched) – 3:45
9. Wake (Letting People In) – 8:44
10. Epilogue (Sylvia Alive In Nightmares) – 5:25